# Shibchar
Shibchar è un sottodistretto (upazila) del Bangladesh situato nel distretto di Madaripur, divisione di Dacca. Si estende su una superficie di 321,88 km² e conta una popolazione di 318.220. abitanti (dato censimento 1991).